# Al-Thawrah
Al-Thawrah (en arabe : الثورة), aussi connue comme Al-Tabqah (الطبقة ou simplement Tabqa), est une ville du gouvernorat de Raqqa, en Syrie.
Le nom de Al-Thawrah qui signifie en français, « La Révolution », fait référence au coup d'État de 1963 qui mena le Parti Baas syrien au pouvoir. Tabqa est l'ancien nom du site sur lequel la ville nouvelle de Al-Thawra a été construite.
La ville moderne d'Al-Thawrah qui se trouve à proximité de l'ancienne ville de Tabqa. Elle doit sa fondation à la construction du barrage de Tabqa entre 1968 et 1974, situé à moins de 4 km au nord-est. Elle abritait alors les ouvriers et leurs familles.
Elle se trouve sur la rive sud du lac el-Assad créé par le barrage.
Durant la guerre civile syrienne, la base aérienne de Tabqa est prise par l'État islamique le 24 août 2014, après une bataille de six jours. Environ 160 à 200 soldats du régime syrien sont faits prisonniers et exécutés les 27 et 28 août.
Le 4 juin 2016, l'armée arabe syrienne, appuyée par l'aviation russe, déclenche une offensive en pénétrant dans le gouvernorat de Raqqa pour tenter de reprendre la ville par le sud. Le 6 juin, l'armée régulière n'est plus qu'à 24 km du lac el-Assad et à 30 km de l'aéroport de la ville. Mais les djihadistes contre-attaquent le 19 juin et repoussent l'offensive.
La nuit du 21 au 22 mars, des soldats américains et près de 500 membres des FDS sont héliportés au sud du lac el-Assad, dans une zone située à 15 kilomètres à l'ouest de la ville, coupant ainsi la route reliant Alep à Raqqa en prenant le contrôle de plusieurs localités situées sur cet axe,,. Ces forces attaquent ensuite au barrage de Tabqa par le sud, tandis que le reste de FDS lance l'assaut par le nord. Les Américains appuient l'offensive avec des hélicoptères et de l'artillerie. Le 26 mars, elles prennent le contrôle de l'aéroport de Tabqa situé à 10 km au sud de la ville. Le 6 avril, les FDS encerclent Tabqa par l'est en coupant la dernière route y menant et s'emparent du village de Safsafah, situé à six kilomètres. Tabqa et son barrage sont entièrement conquis par les FDS le 10 mai 2017.